# Jan Lietzen
Feike Johannes (Jan) Lietzen (Amsterdam, 7 oktober 1893 – Amsterdam, 28 mei 1970) was een Nederlands voetballer die als verdediger speelde.

## Loopbaan
Lietzen werd in Amsterdam geboren uit Friese ouders en begon met voetballen bij VOG. In 1915 werd hij lid van Blauw Wit. Zeven jaar later debuteerde hij in het Nederlands elftal. Na zijn voetballoopbaan werd hij benoemd tot erelid van Blauw Wit.

## Interlandcarrière

### Nederland
Op 26 maart 1922 debuteerde Lietzen voor Nederland in een vriendschappelijke wedstrijd tegen België (4 – 0 verlies).
| Interlands van Jan Lietzen voor Nederland | Interlands van Jan Lietzen voor Nederland | Interlands van Jan Lietzen voor Nederland | Interlands van Jan Lietzen voor Nederland | Interlands van Jan Lietzen voor Nederland | Interlands van Jan Lietzen voor Nederland |
| №                                         | Datum                                     | Wedstrijd                                 | Uitslag                                   | Soort Wedstrijd                           | Doelpunten                                |
| Als speler bij Blauw Wit                  | Als speler bij Blauw Wit                  | Als speler bij Blauw Wit                  | Als speler bij Blauw Wit                  | Als speler bij Blauw Wit                  | Als speler bij Blauw Wit                  |
| ----------------------------------------- | ----------------------------------------- | ----------------------------------------- | ----------------------------------------- | ----------------------------------------- | ----------------------------------------- |
| 1.                                        | 26 maart 1922                             | België – Nederland                        | 4 – 0                                     | Vriendschappelijk                         | 0                                         |